# کابینه سوم سعد حریری
در ۳۱ ژانویه ۲۰۱۹ لبنانی‌ها بعد از ماه‌ها توانستند با نخست‌وزیری سعد حریری یک دولت جدید تشکیل بدهند؛ این کابینه بعد از ۹ ماه تلاش میان گروه‌های سیاسی این کشور حاصل شد. سعد حریری با اینکه با گرایش‌های غرب‌گرایانه خود شناخته می‌شود، اما چندین وزیر وابسته به حزب‌الله لبنان را هم در کابینه خود داشت. 

این کابینه در ماه اکتبر ۲۰۱۹ و پیرو اعتراضات گسترده مردم لبنان مجبور به استعفا شد  و در ادامه شاهد تشکیل دولت جدیدی در بیروت به نخست‌وزیری حسان دیاب در این کشور هستیم.